# Žirovske opeke
Žirovske opeke je zgodovinska pripoved, ki pripoveduje o tem, kako so včasih na Žirovskem izdelovali opeke. Besedilo je v izvornem stanju (Žirovsko narečje) ter v knjižnem slovenskem jeziku.

### Izvorno besedilo
Usak šoštar je za saja bajta mogu narest cegu, zatu je bl u Žereh velik ceglaunc. Ble sa Glažarjeva, Matevževa, Žegonova, Brckava pa še druge.
Usak, ka je začeu zidat hiša je na svaj parcel naredu tud cegu. Ilavca je dobu kar tam kat je parcela kupu. Ilavca je bl treba jesen skapat, de je čez zima premrznla, de se je pal dal pamlad modlat. Ta ilavca sa nakapal u jame, zalil z vada, pal sa  je prehadil z nagam al pa z žvina, de je ratala gladka masa. Pal sa ja pa zmetal na en kap, ja patresl s pepelam in ja pašvaral, bi se rekl, de sa ja paravnal. Iz tega kupa sa jemal pa ena pest ilavce in ja dajal u modu za cegu. Ta modu je bil treba prej patrest s peskam in ga nekejkrat udart pa miz. Kar je gledal čez modu je bl treba pa adrezat s pasebnim lokam, ka je biu neč druzga kat en kos leskave palce z jeklena žica. Modu je bl treba adnest na plac, kodar se je sašil dan al pa dva, pal je bl pa treba cegu pastaut pakanc, de se je pasušu da kanca. Tak srau, suh cegu sa zložl še u pasebej prštimane kašte ker se je sašiu še nekej mescov. Pal sa ga pa zlažil u peč, ka sa ja znal narest sam dabri majstri. Ta peč iz srauga cegla je mogla met pasebej narjene kanale, de je uračina pršla da useh ceglau. Taka peč je bl treba kurt tri al pa štir dni, kar naprej, z lesam, kat sa rajkli, špevte al pa kar je bl. Tak žgan cegu sa nucal za zidava hiš. 
U Žereh je še dans prav velik bajt s tazga cegla narjenih. Tu je biu pa en velk matar.

### Knjižno Slovensko besedilo
Vsak čevljar je za svojo hišo naredil opeko, zato je bilo v Žireh veliko »ceglavnic«, hiš pri katerih so izdelovali opeko. Tako ceglavnico so imeli pri Glažarju, Matevžu, Žigonu, Brcku, bile so tudi druge.
Vsak , ki je začel zidati hišo je na svoji parceli naredil tudi opeko. Glino za opeko je dobil kar na parceli, ki jo je kupil. Glino je bilo potrebno jeseni izkopati, da je čez zimo premrznila in so jo pomladi lahko oblikovali. Glino so najprej nakopali v jame, zalili z vodo, potem pa so jo prehodili z nogami ali živino, da je postala masa gladka. Dali so jo na kup, jo potresli s pepelom in jo poravnali. Iz kupa so odvzemali po eno pest materiala in ga dajali v model, kalup za opeko. Le tega so najprej potresli s peskom in ga napolnjenega nekajkrat potolkli po mizi, da se je glina sesedla. Kar je gledalo čez rob modela so odrezali s posebnim lokom, ki je bil narejen iz leskove palice in jeklene žice. Kalupe so odnesli na poseben prostor, kjer so jih dan ali dva sušili, potem so jih obrnili pokonci, da so se posušili ko konca. Surovo, suho opeko so zložili v posebne posode, kjer so jih sušili še nekaj mesecev. Ko je bila opeka popolnoma suha so jo zložili v peč, ki so jo znali narediti samo najboljši mojstri. Peč iz surovih opek je imela posebne kanale, da je vročina prišla do vseh opek. Tako peč je bilo potrebno kuriti tri ali štiri dni, ves čas, z lesom, ki je bil na voljo. Tako žgano opeko so potrebovali za zidavo hiš. 
V Žireh je še danes veliko hiš zgrajenih iz take opeke. Narediti tako opeko je bilo eno veliko težko delo.
- starejši prebivalec Žirov

- kraj Žiri
- občina Žiri (wikipedija)
- občina Žiri